# Servane Hugues
Servane Hugues, née le 28 juin 1976 à Aubenas, est une femme politique française. Membre du Groupe Renaissance (RE), elle est députée entre 2022 et 2024 de la première circonscription de l'Isère en sa qualité de suppléante d'Olivier Véran, nommé au gouvernement Élisabeth Borne.

## Formation et carrière professionnelle

### Formation universitaire
Servane Hugues a suivi des études supérieures à l'université de Caen et à l'IUFM de Caen afin d'y passer le CRPE afin d'exercer la profession de professeur des écoles[réf. nécessaire].

### Carrière professionnelle
Servane Hugues exerce la profession de professeure des écoles et a enseigné durant dix ans dans des zones d’éducation prioritaire, située dans l’agglomération grenobloise.

### Engagements personnels
Mère de trois enfants dont un fils qui est lourdement handicapé — ce qui l'avait entrainée, en 2020, à entrer en contact avec Sophie Cluzel, alors Secrétaire d'État chargée des Personnes handicapées— Servane Hugues est engagée dans la cause de personnes handicapées, Servane Hugues a été la présidente de l’association Loisirs Pluriel porte des Alpes, basée à Fontaine et qui a bénéficié, en 2019, pour une durée de trois ans d'une convention avec cette commune de l'agglomération grenobloise. Cette association a pour but de gérer un service d'accueil de loisirs permettant aux enfants valides et porteurs de handicap de partager les mêmes loisirs,. C'est en raison de cet engagement qu'elle fera connaissance d'Olivier Véran qui n'était, alors que simple député de l'Isère, avant d'être nommé ministre de la santé en 2020.

En 2016, c'est en qualité de présidente de cette association de loisirs qu'elle est lauréate du premier prix Femmes de cœur, une récompense remise par un laboratoire privé. Elle déclare à cette occasion. 
« : Je ne peux admettre qu'on puisse laisser des femmes, des mères, qui donnent tellement tous les jours jour, toutes les nuits, sans solution de relais. Même quelques heures ....La société n'a pas pensé à nous et nos familles, ni aux offres d'accueil pour nos enfants »
.

## Députée
Suppléante d'Olivier Véran, élu dans la première circonscription de l'Isère mais qui est nommé au gouvernement, Servane Hugues devient officiellement députée le 23 juillet 2022. Elle rejoint le Groupe Renaissance. Elle est co-présidente du groupe d’études Handicap et inclusion de l’Assemblée nationale. Son mandat prend fin en février 2024, quand Olivier Véran retrouve son siège de député, un mois après avoir quitté le gouvernement.